# Carl Kastman

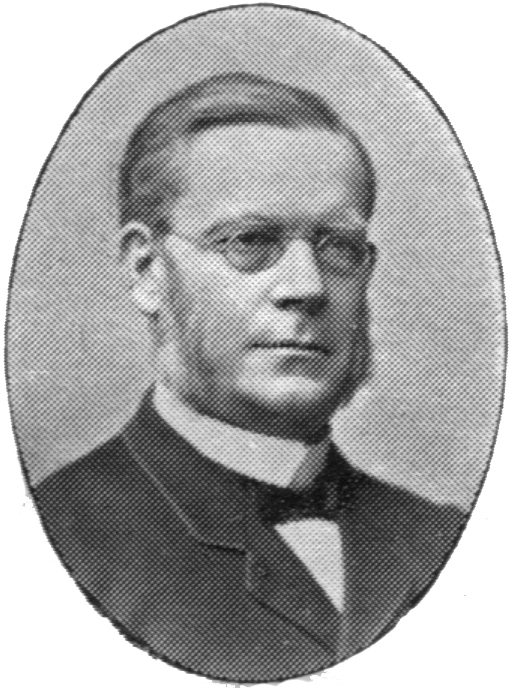
Carl Wilhelm Kastman på 1890-talet.

Carl Wilhelm Kastman, född 20 juli 1832 i Västerlösa, Östergötland, död 5 mars 1912 i Stockholm, var en svensk skolman och kansliråd. Han var son till Jonas Otto Kastman.

## Biografi
Kastman var kollega i Eksjö 1860-63, adjunkt vid Norrköpings högre allmänna läroverk 1863-64, vid Linköpings folkskoleseminarium 1864-71, rektor vid folkskoleseminariet i Karlstad 1871-83, i Stockholm 1883-91 samt byråchef i Ecklesiastikdepartementet och chef för dess folkskolebyrå 1891-1901. Under åren 1867 till 1892 var han även verksam som folkskoleinspektör i tre olika stift.  
Han var starkt konservativ och motståndare till flera reformer. Vid sidan av sin ordinarie tjänst gav han ut tidskrifter och författade läro- och läseböcker, främst i svenska och historia. Efter pensioneringen utgav han ett stort antal populärvetenskapliga verk, framförallt biografier, i den av honom själv redigerade skriftserien Svenskt folkbibliotek.